# Vitgölen (Tvings socken, Blekinge)
Vitgölen är en sjö i Karlskrona kommun i Blekinge och ingår i Ronnebyåns huvudavrinningsområde.